# Louis Calhern
Louis Calhern, född 19 februari 1895 i Brooklyn i New York, död 12 maj 1956 i Tokyo i Japan, var en amerikansk skådespelare. 
Louis Calhern medverkade i över 70 filmer, mer ofta i större biroller än i huvudroller. 1951 blev han nominerad till en Oscar för bästa manliga huvudroll för filmen The Magnificent Yankee. 1953 gjorde han titelrollen i Julius Caesar. 
1956 befann sig Calhern i Japan för att spela i filmen Tehuset Augustimånen då han drabbades av en hjärtattack och dog.

## Filmografi, i urval
- 1933 – Fyra fula fiskar
- 1933 – 20.000 år i Sing Sing
- 1934 – The Man with Two Faces
- 1934 – Greven av Monte Cristo
- 1937 – I moralens namn
- 1937 – Emile Zolas liv
- 1939 – Frihetshjälten Juarez
- 1940 – Doktor Ehrlich
- 1943 – Nobody's Darling
- 1943 – Himlen kan vänta
- 1946 – Notorious!
- 1949 – Den röda ponnyn
- 1950 – The Magnificent Yankee
- 1950 – Mitt liv är mitt eget
- 1950 – I asfaltens djungel
- 1950 – Annie Get Your Gun
- 1952 – Fången på Zenda
- 1952 – Illusionernas stad
- 1952 – Vi är inte gifta!
- 1953 – Julius Caesar
- 1953 – Romans i Rio
- 1954 – En stol är ledig
- 1955 – Vänd dem inte ryggen
- 1956 – En skön historia